# Xã Meriden, Quận LaSalle, Illinois
Xã Meriden (tiếng Anh: Meriden Township) là một xã thuộc quận LaSalle, tiểu bang Illinois, Hoa Kỳ. Năm 2010, dân số của xã này là 324 người.